# Богуслав Гошевски
Богу̀слав Ко̀рвин Гошѐвски (на полски: Bogusław Korwin Gosiewski) е полски римокатолически духовник, титулярен акантски епископ, викарен епископ на Вилнюската архиепархия от 1722 до 1724 година и смоленски епископ от 1724 до 1744 година.

## Биография
Роден е в края на октомври или началото на ноември 1669 година в литовското градче Лаздиай, Жечпосполита. Принадлежи към рода Гошевски, герб Шлеповрон. По-стари проучвания показват, че той е син на хетман Винценти Гошевски (около 1620 – 1662) и Магдалена Конопацка, но нови изследвания доказват, че родителите му са литовския артилерийски генерал Матей Гошевски (около 1624 – 1683) и Маргарета Шваб.
На 30 юни 1692 е ръкоположен за дякон, а на 28 октомври 1693 година за свещеник. По време на Гражданската война във Великото литовско княжество (1696 – 1702) поддържа противниците на магнатския род Сапеха.
На 20 април 1722 година е назначен за титулярен акантски епископ и капитулът го избира за викарен епископ на Вилнюската архиепископия. Ръкоположен е за епископ от вармския архиепископ Теодор Потоцки.
Избран е за смоленски епископ на 7 март 1724 година и утвърден на 29 януари 1725 година.
В 1729 година епископ Богуслав Смоленски, един от ръководителите на опозицията на крал Август II Силни, сключва договор с френския посланик Антоан Феликс дьо Монти за завръщане на полския трон на Станислав Лешчински. Договорът предвижда получаване на 60 000 ливри за всеки провал на работата на Сейма, като епископ Богуслав успява да провали сеймовете в 1730 година в Гродно и 1732 година във Варшава. Заедно с литовските противници на Август, епископ Богуслав търси помощ и от Руската империя. Руският посланик Фридрих Казимир фон Левенволде му дава заедно с Антони Кажимеж Сапеха подкуп в размер на 1000 червонеца, а Богуслав получава отделно и 4 двойки самури и 100 златни червонци.
Епископ Богуслав кандидатства неуспешно за вилнюски архиепископ. Вследствие на неуспеха си прави скандал на банкет в 1730 година като замеря с чаша и с бутилка новоизбрания архиепископ Михал Женкович.
След смъртта на крал Август, на изборния сейм в 1733 година Богуслав поддържа кандидатурата на Станислав Лешчински за полски крал.
Епископ Богуслав Смоленски умира във Вилнюс на 23 юни 1744 година.

## Външни препаратки
- ((pl)) Сайт на рода Гошевски